# Roman Prymula

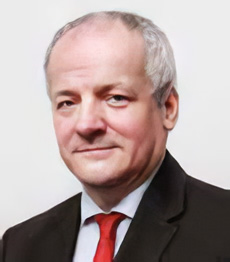
Roman Prymula (2020)

Roman Prymula (* 4. Februar 1964 in Pardubice) ist ein tschechischer Militärarzt, Wissenschaftler und Politiker. Der parteilose Epidemiologe war vom 21. September bis zum 29. Oktober 2020 Gesundheitsminister der Tschechischen Republik in der Regierung II von Andrej Babiš.

## Leben
Prymula studierte von 1982 bis 1988 Allgemeinmedizin an der medizinischen Fakultät der Karls-Universität in Hradec Králové. Anschließend war er als Assistenzarzt im Militärkrankenhaus Pilsen und dem Fakultätskrankenhaus Hradec Králové tätig. Er spezialisierte sich auf Hygiene, Epidemiologie und öffentliche Gesundheit. 1996 wurde er Dozent für Epidemiologie an der Militärischen Medizinischen Hochschule in Hradec Králové, 2007 Professor an der Universität für Verteidigung in Brünn. Von 2009 bis 2016 war Prymula Direktor des Fakultätskrankenhauses Hradec Králové. Anschließend wechselte er als Berater und ab 2017 als Minister-Stellvertreter ins Gesundheitsministerium.
In der frühen Phase der COVID-19-Pandemie in Tschechien 2020 war er Leiter des zentralen Krisenausschusses der tschechischen Regierung (ústřední krizový štáb). Nachdem Gesundheitsminister Adam Vojtěch aufgrund stark steigender Infektionszahlen im September zurückgetreten war, löste ihn Prymula im Amt ab. Wenige Wochen später musste Prymula auf Aufforderung von Ministerpräsident Andrej Babiš seinerseits zurücktreten, nachdem er mit einem nächtlichen Restaurantbesuch gegen Corona-Maßnahmen verstoßen hatte. Trotz seines Fehltritts, der zu seinem Rücktritt führte, zeichnete ihn Präsident Miloš Zeman am 28. Oktober 2020 anlässlich des Nationalfeiertags mit der höchsten staatlichen Auszeichnung, dem Orden des Weißen Löwen, für seine Verdienste um das Krisenmanagement während der ersten COVID-19-Welle in der Tschechischen Republik aus.